# NGC 2535
NGC 2535 هي مجرة حلزونية مع هيكل حلقة داخلية ضعيفة حول النواة تقع في كوكبة السرطان. تتفاعل مع NGC 2536. وقد شوه التفاعل القرص في NGC 2535 وإنتاج هيكل ممدود مرئي على موجات الأشعة فوق البنفسجية والتي تحتوي على العديد من مجموعات النجوم الزرقاء المشرقة التي شكلت مؤخرا بالإضافة إلى تعزيز النجوم تشكيل مناطق حول مركز المجرة. يتم إدراج المجرتين معا في أطلس المجرات الغريبة كمثال على مجرة حلزونية مع سطوع عالي.

## وصلات خارجية
- NGC 2535 على موقع ويكي سكاي: DSS2, SDSS, GALEX, IRAS, Hydrogen α, X-Ray, Astrophoto, Sky Map, Articles and images